# Retrato del compositor Qara Qarayev
Retrato de la compositora Qara Qarayev (en azerí: Bəstəkar Qara Qarayevin portreti, en ruso: Портрет композитора Кара Караева, romanizado: Portrét kompozítora Kará Karáeva) es una pintura del pintor soviético azerbaiyano, Artista del Pueblo de la URSS Tahir Salahov, pintada en 1960. Almacenado en Moscú, en la Galería Tretiakov. La pintura representa al famoso compositor soviético azerbaiyano, Artista del Pueblo de la URSS, Héroe del Trabajo Socialista Qara Qarayev.

## Historia de la creación
A finales de la década de 1950, Tahir Salahov decidió pintar un retrato de Qará Abulfaz oghlú Qaráyev (1918-1982), un innovador compositor azerbaiyano y alumno de Dmitri Shostakóvich. En ese momento, Qara Qaraev ya había recibido el reconocimiento como creador de una escuela de composición original, ganó dos veces el Premio Stalin, fue Artista del Pueblo de la URSS, profesor, académico y figura pública. Pero en el espíritu de la época (fue el comienzo del deshielo), Tair Salahov no quiso pintar un retrato ceremonial del famoso compositor, sino presentarlo en un entorno de trabajo cotidiano. El artista estaba convencido de que el trabajo diario de un verdadero creador es un proceso extraordinario, intensamente interno, en el que se revela su esencia.
El trabajo en el retrato comenzó en 1959, cuando en la filial del Teatro Bolshoi de la URSS se realizaban los preparativos para el estreno en Moscú del ballet de Qaraev «El camino del trueno». El libreto del ballet fue escrito basándose en la novela del escritor sudafricano contemporáneo P.G. Abrahams, quien se opuso activamente al racismo y al apartheid.
Como siempre, Salahov comenzó con bocetos del natural. Llegó al teatro y se sentó durante mucho tiempo en los ensayos, observando al compositor mientras trabajaba. Después de esto, pasó casi un año antes de que al artista se le ocurriera la idea final para el retrato.
Como resultado, las impresiones naturales pasaron a un segundo plano. El lienzo cuadrado inicialmente seleccionado fue reemplazado por uno horizontal. Kara Karaev está representado con el telón de fondo de un piano, en momentos de creatividad es, como nunca antes, serio y concentrado, su pose transmite la tensión de su voluntad reunida en un puño y la energía interna oculta. No hay complementariedad, ni el más mínimo indicio de «desorden creativo» o «arte», todo es extremadamente racional, estricto y lacónico. Los lomos rojos de los libros de música añaden un ligero acento de color.
La idea de lo que debería estar en un retrato prevalece sobre las características psicológicas individuales del héroe; no es casualidad que el compositor pintara de perfil, acercando la imagen al signo. A pesar de las obvias similitudes, esta no es solo una imagen de una persona específica. Qara Qaraev en el retrato de Salahov no es solo un compositor, es un creador y pensador, su imagen encarna el ideal ético de los años sesenta, su idea de un nuevo héroe y de lo que debería ser un artista moderno. Le disgustan la falsedad y el patetismo, para él no hay nada más importante que el derecho a la libre expresión y la creatividad se convierte en un medio para promover la justicia social.

## Crítica
En 1962, por «Retrato del compositor Qara Qarayev», Salahov recibió una medalla de plata de la Academia de las Artes de la URSS , y en 1968 recibió el Premio Estatal de la URSS.
En el retrato, la compositora Qara Qaraev está sentada, agrupada, como si estuviera a punto de dar el salto de un tigre, escribe la historiadora y crítica de arte Ekaterina Degot. Lleva un jersey de cuello alto y algo así como el equivalente soviético de unos vaqueros.
El retrato es realista, pintado íntegramente del natural. Qara Qaraev está sentada en algo parecido a un taburete duro. Como señala Degot, «para Karaev es difícil, está trabajando ante nuestros ojos. Pero trabaja sentado. Y no toca las teclas en estado de éxtasis, sino que piensa intensamente y hay libros sobre el piano. No es un “creador”, sino una especie de “operador” consciente de su propia creatividad, como un operador de ordenador (una profesión de moda en ese momento) o incluso un reparador de plataformas de perforación (que, como observamos, no repara nada por Salahov, sino que planifica estratégicamente las reparaciones). Su obra tiene un componente intelectual y técnico».
En una de las entrevistas que concedió a periodistas extranjeros, Tahir Salahov dijo: 

«Cuando estaba trabajando en esta obra, iba a menudo al Teatro de Ópera y Ballet y veía los ballets de Qara Qarayev. Escuchaba su música todos los días. Quería dominar completamente el mundo de la música de Qara. Luego terminé el retrato».
en azerí: “Mən bu əsərin üzərində işləyərkən tez-tez Opera və Balet Teatrına gedib, Qara Qarayevin baletlərinə tamaşa edirdim. Hər gün onun musiqisini dinləyirdim. İstəyirdim ki, Qaranın musiqi dünyasını tamamilə mənimsəyə bilim. Bax, bundan sonra portreti başa çatdırdım”.

Según Degot, para la Unión Soviética en los primeros años posteriores a Stalin, tal representación de las personas era una idea revolucionaria, ya que rehabilitaba a la intelectualidad con todo su casi inevitable (entonces) cosmopolitismo, encarnado en cada símbolo (entonces) inteligible: El desafiante jersey de cuello alto blanco de Qara Qaraev (el propio Salahov le obligó a ponérselo).